# 전북특별자치도교육청학생수련원
전북특별자치도교육청학생수련원(全北特別自治道敎育廳學生修練院)은 지방교육자치에 관한 법률 제32조에 따라 전북특별자치도 각급 학교 학생의 정서를 순화하고, 국가관을 확립하며 개척정신과 호연지기 기상을 고취시켜 건전한 청소년으로 육성하기 위하여 전북특별자치도교육청 산하에 설치된 소속기관이다.